# Martina Lammel
Martina Lammel (* 1970 in Rheinfelden, Baden) ist eine deutsche Designerin und Sachbuch-Autorin mit dem Schwerpunktthema Do it yourself (DIY). Durch   Bücher und Auftritte in Fernsehsendungen wurde Lammel  bekannt. 2002 war sie die erste Frau im Deutschen Fernsehen, die das Thema Basteln und kreatives Gestalten für Erwachsene präsentierte.

## Leben
Martina Lammel war vor 2000 als Verlagsangestellte bei OZ und BPV in Rheinfelden für die Kreativzeitschrift Lena und deren grafische Gestaltung zuständig. Sie veröffentlichte ihre Ideen in  Magazinen wie Verena kreativ (Verlag Aenne Burda). Seit 2000 entwickelt Lammel freiberuflich DIY-Ideen und patentierte Erfindungen, die sie in Büchern, Messeauftritten und bei Fernsehbeiträgen vorstellt, so ARD-Buffet, Kaffee oder Tee, RTL der Mittag, Galileo (Pro7), Landesschau Baden-Württemberg (Südwestrundfunk), ZIBB Sommergarten (rbb), Abenteuer Leben täglich (Kabel1), Mach was draus (ZDF, 2019).
Bei vielen ihrer Kreationen greift Lammel auf Gegenstände des Alltags zurück, die sie durch Neukombination oder Verformung einer neuen Verwendung zuführt. Designs nach ihren Ideen können oft ohne Erwerb teuren Materials nachgemacht werden. Außerdem betreibt sie Upcycling. 2013 gewann sie den Contest um den Titel der besten Heimwerkerin Deutschlands und amtierte im Team der DIY-Academy in Köln bis 2016 als „MISS DIY“.

## Bücher (Auswahl)
- Alles aus Blech! – Kreative Ideen mit Blechdosen. OZ-Verlag, Rheinfelden 2004, ISBN 3-89858-607-3 (mit Fotos von Hermann Mareth)
- Basteln mit CDs. Geschenkideen, Deko & Wohnen. OZ-Verlag, Rheinfelden, 2004, ISBN 3-89858-610-3 (mit Fotos von Hermann Mareth)
- Geschenke selbst gemacht & mitgebracht. OZ-Verlag, Rheinfelden, 2009, ISBN 978-3-86673-235-3 (mit Fotos von Hermann Mareth)
- Superschnelle Geldgeschenke. Christophorus, Freiburg im Breisgau 2010, ISBN 978-3-8388-3148-0  (mit Fotos von Martina Lammel)
- Basteln für Karneval – verrückte Ideen für die fünfte Jahreszeit. Christophorus, Freiburg im Breisgau 2010, ISBN 978-3-8388-3217-3 (mit Fotos von Martina Lammel)
- Basteln und Dekorieren mit dem ARD-Buffet. OZ creativ, Freiburg i.Br., 3. Auflage: 2007, ISBN 978-3-89858-900-0 (mit Fotos von Maurizio Oliveto)
- Kreativ mit dem ARD-Buffet. OZ creativ, Freiburg i.Br., 2007, ISBN 978-3-86673-057-1 (mit Fotos von Hermann Mareth)
- Jahreszeiten kreativ gestalten mit dem ARD-Buffet. OZ creativ, Freiburg i.Br., 2008, ISBN 978-3-86673-169-1 (mit Fotos von Hermann Mareth)
- Genial kreativ! – 100 originelle Sachen zum Selbermachen aus dem ARD-Buffet. Frechverlag, Stuttgart 2011, ISBN 978-3-7724-5583-4  (mit Fotos von Martina Lammel)
- Martina macht’s einfach – Bookazine Vol. 1, Christophorus Verlag, 2015, ISBN 978-3-8388-3630-0 (mit Fotos von Martina Lammel)
- Martina macht’s einfach – Bookazine Vol. 2, Christophorus Verlag 2016, ISBN 978-3-8388-3637-9 (mit Fotos von Martina Lammel)
- Meine liebsten Kreativ-Projekte Weihnachten, EMF Verlag, 2019, ISBN 978-3-96093-517-9 (mit Fotos von Martina Lammel)
- Acrylic Scratch Art – Dekorative Motivbilder in Acryl kratzen, EMF Verlag, 2019, ISBN 978-3-96093-466-0
- Meine liebsten 100 Kreativ-Projekte rund ums Jahr, EMF Verlag, 2020, ISBN 978-3-7459-0098-9
- Mein Kreativ-Buffet, die schönsten DIY-Projekte rund um Heim und Garten, EMF-Verlag 2021, ISBN 978-3-7459-0317-1